# 口腔崩壊
口腔崩壊（こうくうほうかい）とは、虫歯が10本以上あったり、歯の根しか残っていない未処置歯が何本もあったりする状態を指す言葉である。

## 用法
明確な定義はなされていないが、以下のいずれかにより食べ物を上手く咀嚼できない状態を指す言葉として用いられる。
1. 10本以上の虫歯がある。
2. 歯根しか残っていない・治療していない歯が何本もある。

2010年3月21日の『毎日新聞』朝刊で「口腔崩壊」という用語が初めて使われ、2017年9月2日のNHKニュースおはよう日本の「けさのクローズアップ」で取り上げられて以来、一般に認知されるようになった。

## 現状
子どもの虫歯は減少傾向にある一方で、口腔崩壊の子どもが少なからず存在し、その二極化が問題となっている。
口腔崩壊は貧困と密接に関係しており、口腔崩壊の児童生徒の家庭状況は一人親家庭が多く、保護者の健康への理解不足、経済的困難といった特徴が見られる。育児放棄が疑われる場合もある。東京歯科保険医協会による都内小中学校の調査では、ほぼ3校に1校の割合で口腔崩壊の児童生徒がいたことが判明した。大阪府や石川県では約4割の学校に、岐阜では約3割の学校に口腔崩壊の児童生徒が在籍している。また沖縄では、学校検診で虫歯が見つかった小中学生の7割が検診後も歯科を受診していない。
全日本民主医療機関連連合会は、口腔崩壊の事例を集めた『歯科酷書』を刊行し、口腔崩壊の現状を啓発している。